# Saleh al-Fawzan
Saleh al-Fawzan (arab. صالح الفوزان, ur. 1935 w prowincji Al-Kasim) – saudyjski szejk, sędzia, pisarz, naukowiec, profesor Uniwersytetu Islamskiego w Medynie i członek najważniejszych organizacji religijnych w Arabii Saudyjskiej (między innymi należał do Rady Edyktów Religijnych i Badań). Jest autorem książek religijnych używanych do nauczania w saudyjskich szkołach.

## Życiorys
We wczesnym dzieciństwie Saleha zmarł jego ojciec.
Pełnił w prowincji Al-Kasim funkcję sędziego. W stolicy prowincji, Burajdzie, w 1952 roku ukończył studia oraz był nauczycielem szkoły podstawowej. W 1962 roku ukończył studia w rijadzkim Kolegium Szariatu. Następnie uzyskał tytuł magistra prawoznawstwa. Wykładał na uniwersytetach w Medynie i w Rijadzie

## Kontrowersje
Al-Fawzan odrzucił popularną interpretację islamu, jakoby islam działał na rzecz zniesienia niewolnictwa poprzez wprowadzenie równości między rasami. Osoby, które są zgodne z tą interpretacją, nazwał niewiernymi.
Wydał fatwy dotyczące zakazu oglądania telewizji oraz zakazu małżeństw z muzułmanami innej narodowości niż arabskiej. Zdecydowanie sprzeciwia się reformie szkolnictwa w Arabii Saudyjskiej. W roku 2014 wydał również fatwę zakazującą otwierania bufetów, ponieważ według niego wartość i ilość sprzedawanych produktów powinna być wcześniej ustalona przed zakupem.
Al-Fawzan zagroził ścięciem głowy Hassanowi al-Malikiemu, liberalnemu szejkowi pracującemu dla saudyjskiego ministerstwa edukacji, jeżeli ten będzie kontynuować krytykę wahhabistycznej interpretacji islamu. Al-Maliki został zwolniony po napisaniu 50-stronicowego artykułu krytykującego jedną z książek al-Fawzana.
Szejk ma również negatywne zdanie o szyitach; twierdzi, że nie są braćmi sunnitów (określając przy tym szyitów niewierzącymi), a raczej braćmi Szatana, a osoby uznające braterstwo sunnitów i szyitów powinny tego żałować.
Wypowiedział się też negatywnie o Beduinach; według al-Fawzana sądownictwo nie powinno uznawać zeznań Beduinów, ponieważ wydają się być obcy i nieznający wartości religijnych.
Szejk jest również zdania, że bezcelowe robienie zdjęć jest zabronione, w co wchodzą również zdjęcia ze zwierzętami domowymi, jak np. kotami.